# Blokkláncjáték
A blokklánc-technológiákat alkalmazó elemeket tartalmazó videójátékok, beleértve a kriptovalutákat és a nem helyettesíthető tokeneket (NFT), lehetővé teszik a játékosok számára, hogy játékbeli tárgyakat vásároljanak, eladjanak vagy kereskedjenek más játékosokkal. A játék kiadója a monetizáció egyik formájaként díjat szed be minden egyes tranzakcióból. Ezen játékok egy részhalmazát play-to-earn játékoknak is nevezik, mivel olyan rendszereket tartalmaznak, amelyek lehetővé teszik a játékosok számára, hogy a játék során kriptovalutát keressenek. A blokkláncjátékok 2017 óta léteznek, 2021-ben kaptak szélesebb körű figyelmet a videójáték-iparban. Több AAA kiadó is kifejezte szándékát, hogy a jövőben beépíti ezt a technológiát. A játékosok, a fejlesztők és a játékcégek kritizálták a blokklánc-technológia videójátékokban való alkalmazását, mivel az kizsákmányoló, környezeti szempontból fenntarthatatlan és szükségtelen.

## Koncepció
A blokklánc-technológia, például a kriptovaluták és az NFT-k potenciális monetizációs lehetőségeket kínálnak a videójátékok számára. Számos élőszereplős játék kínál a játékon belüli testreszabási lehetőségeket, például karakterbőröket vagy más játékbeli tárgyakat, amelyeket a játékosok játékbeli valutával szerezhetnek és kereskedhetnek más játékosokkal. Egyes játékok lehetővé teszik a virtuális tárgyak valós valutával történő kereskedelmét is, de ez egyes országokban, ahol a videójátékokat szerencsejátékhoz hasonlónak tekintik, illegális lehet. Ez olyan szürke piaci problémákhoz vezetett, mint például a "skin" szerencsejáték, ezért a kiadók jellemzően elzárkóznak attól, hogy a játékosok valós pénzeszközöket keressenek a játékokkal. A blokkláncjátékok jellemzően lehetővé teszik a játékosok számára, hogy a játékban található tárgyakat kriptopénzre cseréljék, amelyet aztán pénzre lehet váltani, ami a blokklánc nyomon követhetősége miatt kikerülhet néhány, a szürke piacokkal kapcsolatos problémát.

## Történelem
Az első ismert játék, amely blokklánc-technológiákat használt, a CryptoKitties volt, amelyet az Axiom Zen indított 2017 novemberében személyi számítógépekre. A játékos Ethereum kriptovalutával vásárolt NFT-ket, és minden egyes NFT egy virtuális háziállatból állt, amelyet a játékos másokkal szaporíthatott, hogy új NFT-ként kombinált tulajdonságokkal rendelkező utódokat hozzon létre. A játék 2017 decemberében került a címlapokra, amikor egy virtuális háziállat több mint 100 000 dollárért kelt el. A CryptoKitties az Ethereumon futó játékok skálázhatósági problémáira is rávilágított, amikor röviddel a megjelenése után jelentős torlódást okozott az Ethereum hálózatán: az összes Ethereum-tranzakció körülbelül 30%-a akkoriban a játékhoz kapcsolódott, és a torlódás késleltette a játékosok tranzakcióit. Az Axiom Zen attól tartott, hogy az Ethereum további nehézségekkel fog küzdeni, miután elindították a játék mobilverzióját, különösen a Kínából érkező felhasználók beáramlása miatt.
A Sandbox egy platform, amely 2018-ban vásárolta meg a 2012-es, azonos nevű kézműves játék márkanevét. A játékosok a játék eszköztárának segítségével készíthettek játékbeli tárgyakat, majd egy játékra jellemző kriptovaluta segítségével eladhatták azokat másoknak, akik megjeleníthették azokat a virtuális tájaikon.
A Sky Mavis által 2018-ban kiadott Axie Infinity egy példa a "play-to-earn" játékra, ahol a játék arra ösztönzi a játékosokat, hogy a játékon belüli tevékenységeken keresztül vásároljanak, majd fejlesszenek NFT-ket, amelyeket aztán a kiadó továbbértékesít más játékosoknak, a játékos pedig kompenzációt kap a munkájáért. A Fülöp-szigeteken, ahol a játék a legnépszerűbb volt, egyes játékosok a játékkal és a játék pénzügyi struktúrájában való részvétellel eleget tudtak keresni ahhoz, hogy kifizessék a megélhetési költségeiket. Azonban egy 2022 elején történt hackeléstt követően, amely során több mint 600 millió dollárt loptak el az Axie Infinity kiadójától, a játék játékosainak száma nagymértékben visszaesett, és a játék gazdaságára is hatással volt. A Sky Mavis eltávolította a "play-to-earn"-re való utalásokat a weboldalain és a marketingjében, mivel a tokenek értéke bezuhant.
A 2020-as évek elejére nem volt áttörő siker a blokkláncot használó videójátékok terén. Az ilyen játékok inkább a blokklánc-spekulációra való felhasználására összpontosítottak a hagyományosabb játékmódok helyett, és ez a legtöbb játékos számára korlátozott vonzerőt jelent. Az ilyen játékok a befektetők számára is nagy kockázatot jelentenek, mivel bevételeiket nehéz megjósolni. Egyes játékok korlátozott sikerei - például az Axie Infinity a COVID-19 járvány idején - és a metaverse tartalmak iránti növekvő vállalati érdeklődés azonban 2021 második felében újra feltöltötte az érdeklődést a GameFi-terület iránt - ez a kifejezés a videójátékok és a finanszírozás metszéspontját írja le, jellemzően blokkláncvalutával támogatva. 2021 végére több nagy kiadó, köztük a Ubisoft, az Electronic Arts, a Take Two Interactive és a Square Enix kijelentette, hogy a blokklánc- és NFT-alapú játékokat komolyan fontolóra vették a vállalatuk számára a jövőben.
2021 októberében a Valve Corporation megtiltotta, hogy a blokkláncalapú játékokat, beleértve a kriptopénzeket és NFT-ket használó játékokat is, a személyi számítógépes játékokra széles körben használt Steam digitális áruházi szolgáltatásán tárolják. A vállalat azt mondta, hogy ez egy kiterjesztése a játékokat tiltó politikájuknak, amelyek valós értékkel rendelkező játékbeli tárgyakat kínálnak. A Valve korábbi szerencsejátékkal, különösen a "skin" szerencsejátékkal kapcsolatos múltja a feltételezések szerint szerepet játszott a blokkláncjátékok betiltására vonatkozó döntésben. A Valve vezérigazgatója, Gabe Newell egy későbbi interjúban kifejtette, hogy bár szerinte a blokklánc-technológia legitim, a vállalat úgy érezte, hogy akkoriban túl sok rossz szereplő volt a piacon ahhoz, hogy a kriptopénzeket vagy NFT-ket beengedjék a Steamre. Newell azt mondta: "A felhasználási módok jelenleg mind eléggé vázlatosak. És valahogy távol akarsz maradni ettől". Az újságírók és a játékosok pozitívan reagáltak a Valve döntésére, mivel a blokklánc- és NFT-játékok a legtöbb PC-s játékos körében a csalások és átverések hírében állnak, míg a blokkláncjátékok kiadói és fejlesztői a Valve-t sürgetik, hogy gondolja át az álláspontját. Az Epic Games vezérigazgatója, Tim Sweeney a Valve elutasítása után azt mondta, hogy az Epic Game Store nyitott lesz a blokkláncjátékok elfogadására, amelyek betartják a vonatkozó törvényeket és előírásokat, bár Sweeney megjegyezte, hogy az Epic jelenleg nem használ ilyen technológiát.
2021 decemberében a Ubisoft bejelentette a Ubisoft Quartz programot, amely a Tezos kriptopénzre épül, amely a Ubisoft állítása szerint energiatakarékosabb. A Quartz lehetővé teszi a játékosok számára a "Digits" megvásárlását és eladását, amelyek a játékbeli karakter testreszabási tárgyak. A szolgáltatás a Tom Clancy's Ghost Recon Breakpoint játékban található tárgyakkal indult. Ugyanezen a napon az Ars Technica azt állította, hogy "a Ubisoft... terveinek nincs értelme", mivel a Quartz rendszer olyan mélyen a Ubisoft irányítása alatt áll, hogy egy egyszerű hagyományos belső adatbázissal ugyanezt az eredményt el lehetne érni a blokklánc terhei nélkül. A felhasználók azért kritizálták a technológiát, mert a Ubisoft szolgáltatási feltételei kimondják, hogy a vállalat "nem vállal felelősséget" az igényekért vagy károkért, és tisztában van azzal, hogy a blokklánc "bizonyos gyengeségeknek lehet kitéve, amelyek miatt esetleg célpontjai lehetnek bizonyos kiberbiztonsági fenyegetéseknek", és kizárja "a felelősséget az új technológia használatából eredő kockázatokban". December 9-én a Ubisoft a nézői visszhang és a nemtetszés bombázása miatt törölte a YouTube-on a bejelentő videót. A francia szakszervezet, a Solidaires Informatique a Quartznak kritizálta a Ubisoft tervét, mondván, hogy a blokklánc-technológia "káros, értéktelen és jövő nélküli", és hogy "haszontalan, költséges, ökológiailag megalázó technológia, amely semmit sem hoz a videójátékokba". A kezdeti megjelenésük után a Digits kereskedési volumene a következő hetekben gyakorlatilag nulla volt. A játékosok, akik használták őket, arra panaszkodtak, hogy a többjátékos meccsek során senki sem vette észre a Digitset. A Ubisoft 2022. március 17-én adta ki az utolsó Digitet a Ghost Recon Breakpointhoz, és nem sokkal később megszüntette a játék támogatását.
2021 decemberében Peter Molyneux bejelentette, hogy a 22cans fejlesztőstúdiója, a 22cans tervezett üzleti szimulációs játékában, a Legacy-ben lesz egy "LegacyCoin" nevű kriptopénz, amely az Ethereum blokkláncon alapul. A megjelenés előtt a spekulánsok NFT-ként vásárolhattak játékbeli tárgyakat, és az eladások Molyneux bejelentését követően néhány napon belül elérték az 50 millió dollárt. Ugyanebben a hónapban a GSC Game World bejelentette, hogy a S.T.A.L.L.K.E.R. 2 játékban is tervezik az NFT-ket. A széleskörű panaszok miatt egy nappal később a stúdió bejelentette, hogy nem folytatják tovább az NFT-ket a játékban.
2022 februárjában az Itch.io játékpiac "átverésnek" nevezte az NFT-ket és a blokkláncjátékokat, és azt mondta, hogy aki hasznosnak tartja őket, annak "át kellene értékelnie az életét". Ez a bejelentés részben válasz volt arra a meg nem erősített pletykára, miszerint az online kiadói platform, a Gumroad is beszállna az NFT-kbe, ami a felhasználók széleskörű visszatetszését váltotta ki.
2022 júliusában a Mojang Studios bejelentette, hogy az NFT-k nem lesznek megengedettek a Minecraftban, mondván, hogy "az NFT-k körüli spekulatív árképzés és befektetési mentalitás elvonja a figyelmet a játékról, és a nyerészkedésre ösztönöz, ami szerintünk nincs összhangban a játékosaink hosszú távú örömével és sikerével".
Will Wright 2022 októberében felfedte, hogy a hamarosan megjelenő játéka, a VoxVerse blokklánc-alapú játék lesz. A játék blokkláncfunkcióit az inspirálta, hogy Wright látta, ahogy a The Sims-ben a játékosok saját eszközöket hoznak létre, és azokat másoknak osztogatják; a VoxVerse-ben a teremtő játékosok olyan területeket hozhatnak létre, amelyeket más játékosok felfedezhetnek és interakcióba léphetnek, majd ezeket az eszközöket NFT-ként kereskedhetnek és értékesíthetik.
A Square Enix többet vállalt a blokkláncjátékok támogatása mellett, szándékában áll a technológiát a Final Fantasy-sorozatba bevinni, és bejelentette a Symbiogenesis nevű új IP-t is, amely az NFT-k köré épül. Egy 2022. novemberi befektetői jelentésben a vállalat azt mondta, hogy a blokklánc-technológiát kritikusnak tartják a növekedésük szempontjából. Bár több más vállalat is elhatárolódott a blokklánc- és NFT-technológiától a széleskörű fogyasztói ellenérzéseket követően, 2023 áprilisában a Square Enix megerősítette elkötelezettségét a technológia mellett.

## Fogadtatás és kritika
Az Xbox vezetője, Phil Spencer a blokkláncos játékokkal kapcsolatban azt mondta, hogy "a kreativitás egy része, amit ma látok, inkább kizsákmányolónak tűnik, mint szórakoztatónak". Amikor a Discord játékkommunikációs platform 2021 novemberében felvetette az Ethereum lehetséges integrációját a kliensükbe, a felhasználók kritizálták a kriptopénz bevonását, a Discord pedig visszalépett, és megerősítette, hogy nincsenek határozott terveik a bevonására.
Damion Schubert MMO-fejlesztő azzal érvelt, hogy az NFT-ket használó játékok legtöbb pályázatát NFT-k nélkül is meg lehetne valósítani, és a nem NFT-ket használó opciókat könnyebb lenne megvalósítani.
2021 novemberében Rob Fahy azt írta a Gameindustry.biz-ben, hogy a "play-to-earn" üzleti modell hasonló a korábbi rendszerekhez, amelyek ösztönözték az arany farmolás elterjedését, ami később arra késztette a fejlesztőket, hogy áttérjenek arra, hogy az "aranyat" közvetlenül valós valutában adják el a játékosoknak. Azzal érvelt, hogy az üzleti modell potenciálisan újra bevezetheti a játékbeli valuta és a játékbeli tárgyak vagy karakterek mesterséges szűkösségét, és hogy a játékbeli piacterek valószínűleg olyan fizetési rendszerrel rendelkeznek majd, ahol a játékfejlesztő részesedést kap, amikor a játékosok egymásnak eladnak egy piaci tárgyat.
2021 decemberében, a The Game Awards során Josef Fares, az It Takes Two igazgatója kijelentette, hogy inkább "lőjenek térden", minthogy az NFT-ket beépítse bármelyik játékába.
Jason Schreier játékújságíró piramisjátékként jellemezte a blokklánc "play-to-earn" modelljét. A "step-to-earn" játékok - a sétáért kriptopénzzel jutalmazó fitneszjátékok - egymással versengő fejlesztői egymást vádolták Ponzi-rendszerrel, miközben egyidejűleg "a Ponzinomics-problémájuk megoldására" dolgoztak. Az egyik fejlesztő, a StepN elismerte, hogy a play-to-earn játékokhoz állandóan új játékosokra van szükség, különben a token-gazdaságuk összeomlana.
A Game Developers Conference 2022-es éves jelentése szerint a megkérdezett fejlesztők 70%-a azt mondta, hogy a stúdiójuk nem érdeklődik az NFT-k iránt, míg 28% azt mondta, hogy nagyon vagy valamennyire érdekli őket, és csak 1% mondta, hogy integrálja őket a játékaiba. Emellett a fejlesztők 72%-a azt mondta, hogy nem érdekli őket a kriptopénz, mint fizetési eszköz a játékokban, míg 27% azt mondta, hogy nagyon vagy valamennyire érdekli őket, és csak 1% mondta, hogy már foglalkozik vele.
A Square Enix újévi levele, amely kifejezte érdeklődését az NFT-k iránt a videójátékokban, heves visszhangot kapott a rajongók részéről, sokan ráadásul megvetéssel fogadták a levélben szereplő "játszanak, hogy jól érezzék magukat" és "játszanak, hogy hozzájáruljanak" játékosok összehasonlítását.